# Pascale Roca
Pascale Roca, née le 1er mai 1967 à Pau, est une joueuse internationale française  de handball évoluant au poste d'ailière puis arrière droite.

## Palmarès de joueuse

### En club
Son palmarès en club est :
compétitions internationales
- Coupe de l'IHF (C3)
  - finaliste en 1993
- Coupe Challenge (C4)
  - vainqueur en 2001[2]

compétitions nationales
- Championnat de France de deuxième division
  - champion en 1988, 1989, 1995 et 1999
  - vice-champion en 1998
- Coupe de France
  - finaliste en 2003[3].

### En équipe nationale
- 15e place au Championnat du monde 1986
- Médaille d'argent au Championnat du monde C 1988

### Distinctions individuelles
- élu meilleure arrière droite du Championnat de France 2000-2001